# Rick Moranis
Frederick Allan Moranis (n. 18 aprilie 1953, Toronto, Ontario, Canada) este un actor, comedian, muzician, producător, compozitor și scenarist canadian. Moranis a apărut în serialul de comedie Second City Television (SCTV) în anii 1980 și a jucat ulterior în mai multe filme de la Hollywood, inclusiv Strange Brew (1983), Străzile în flăcări (1984), Vânătorii de fantome (1984) și continuarea sa Vânătorii de fantome II (1989), în Prăvălia groazei (1986), Bilele spațiale (1987), Dragă, am micșorat copiii (1989; și continuările sale din 1992 și 1997), în Parenthood (1989), My Blue Heaven (1990) și Familia Flintstone: Aventuri în Epoca de Piatră (1994).

## Filmografie

### Film
| An   | Titlu                                                        | Rol                                | Note                          |
| ---- | ------------------------------------------------------------ | ---------------------------------- | ----------------------------- |
| 1983 | Strange Brew                                                 | Bob McKenzie                       | Și co-scenarist și co-regizor |
| 1984 | Streets of Fire                                              | Billy Fish                         |                               |
| 1984 | Ghostbusters                                                 | Louis Tully                        |                               |
| 1984 | The Wild Life                                                | Harry                              |                               |
| 1985 | Brewster's Millions                                          | Morty King                         |                               |
| 1985 | Head Office                                                  | Howard Gross                       |                               |
| 1986 | Club Paradise                                                | Barry Nye                          |                               |
| 1986 | Little Shop of Horrors                                       | Seymour Krelborn                   |                               |
| 1987 | Spaceballs                                                   | Dark Helmet                        |                               |
| 1989 | Ghostbusters II                                              | Louis Tully                        |                               |
| 1989 | Honey, I Shrunk the Kids                                     | Wayne Szalinski                    |                               |
| 1989 | Parenthood                                                   | Nathan Huffner                     |                               |
| 1990 | My Blue Heaven                                               | Barney Coopersmith                 |                               |
| 1991 | L.A. Story                                                   | Gravedigger                        | Nemenționat, cameo            |
| 1992 | Honey, I Blew Up the Kid                                     | Wayne Szalinski                    |                               |
| 1993 | Splitting Heirs                                              | Henry Bullock                      |                               |
| 1994 | The Flintstones                                              | Barney Rubble                      |                               |
| 1994 | Little Giants                                                | Danny O'Shea                       |                               |
| 1996 | Big Bully                                                    | David Leary                        |                               |
| 1997 | Honey, We Shrunk Ourselves                                   | Wayne Szalinski                    |                               |
| 2001 | Rudolph the Red-Nosed Reindeer and the Island of Misfit Toys | The Toy Taker / Mr. Cuddles (voci) | Direct-pe-video               |
| 2003 | Brother Bear                                                 | Rutt (voce)                        |                               |
| 2006 | Brother Bear 2                                               | Rutt (voce)                        | Direct-pe-video               |

### Televiziune
| An         | Titlu                                      | Rol                                        | Note                                                       |
| ---------- | ------------------------------------------ | ------------------------------------------ | ---------------------------------------------------------- |
| 1979       | 1980                                       | Roluri diferite                            | 1 episod                                                   |
| 1980–1981  | SCTV                                       | Roluri diferite                            | 25 episoade                                                |
| 1981–1982  | SCTV Network                               | Roluri diferite                            | 26 episoade                                                |
| 1982       | Twilight Theater                           |                                            | Film de televiziune                                        |
| 1983, 1989 | Saturday Night Live                        | Rolul său                                  | 2 episoade                                                 |
| 1984       | Hockey Night                               | Coach                                      | Film de televiziune                                        |
| 1985       | The Last Polka                             | Linsk Minyk                                | Film de televiziune                                        |
| 1988       | The Best of SCTV                           | Roluri diferite                            | Episod special de televiziune; și scenarist                |
| 1989       | The Rocket Boy                             | Automatic Safety System                    | Film de televiziune                                        |
| 1990       | Gravedale High                             | Max Schneider (voce)                       | 13 episoade                                                |
| 1990       | The Earth Day Special                      | Vic's Buddy                                | Special de televiziune                                     |
| 1992       | Shelley Duvall's Bedtime Stories           | Narator                                    | Episodul: "Little Toot & the Loch Ness Monster/ Choo Choo" |
| 1997       | Muppets Tonight                            | Rolul său                                  | Invitat; 1 episod                                          |
| 2003       | Miss Spider's Sunny Patch Kids             | Holley (voce)                              | Special de televiziune                                     |
| 2007       | Bob & Doug McKenzie's Two-Four Anniversary | Bob McKenzie                               | Special de televiziune                                     |
| 2009       | Bob & Doug                                 |                                            | Co-creator și producător executiv                          |
| 2018       | The Goldbergs                              | Pannakin Crybaby / Lord Dark Helmet (voce) | Episodul: "Spaceballs"                                     |
| 2020       | Prop Culture                               | Rolul său                                  | Episodul: "Honey, I Shrunk the Kids"                       |
| TBA        | An Afternoon with SCTV                     | Rolul său                                  | Special de televiziune                                     |

### Jocuri video
| An   | Titlu           | Rol           | Note             |
| ---- | --------------- | ------------- | ---------------- |
| 1994 | The Flintstones | Barney Rubble | Arcade           |
| 2003 | Brother Bear    | Rutt          | Joc de platformă |